# Shannonomyia (Shannonomyia) nudipennis
Shannonomyia (Shannonomyia) nudipennis is een tweevleugelige uit de familie steltmuggen (Limoniidae). De soort komt voor in het Neotropisch gebied.